# Schlacht an der Scheldemündung
1944: Overlord · Dragoon · Mons · Market Garden · Scheldemündung · Aachen · Hürtgenwald · Queen · Elsass-Lothringen · Ardennen
1945: Nordwind · Bodenplatte · Blackcock · Colmar · Veritable · Grenade · Blockbuster · Lumberjack · Undertone · Plunder · Flashpoint · Aschaffenburg · Würzburg · Ruhrkessel · Friesoythe · Nürnberg

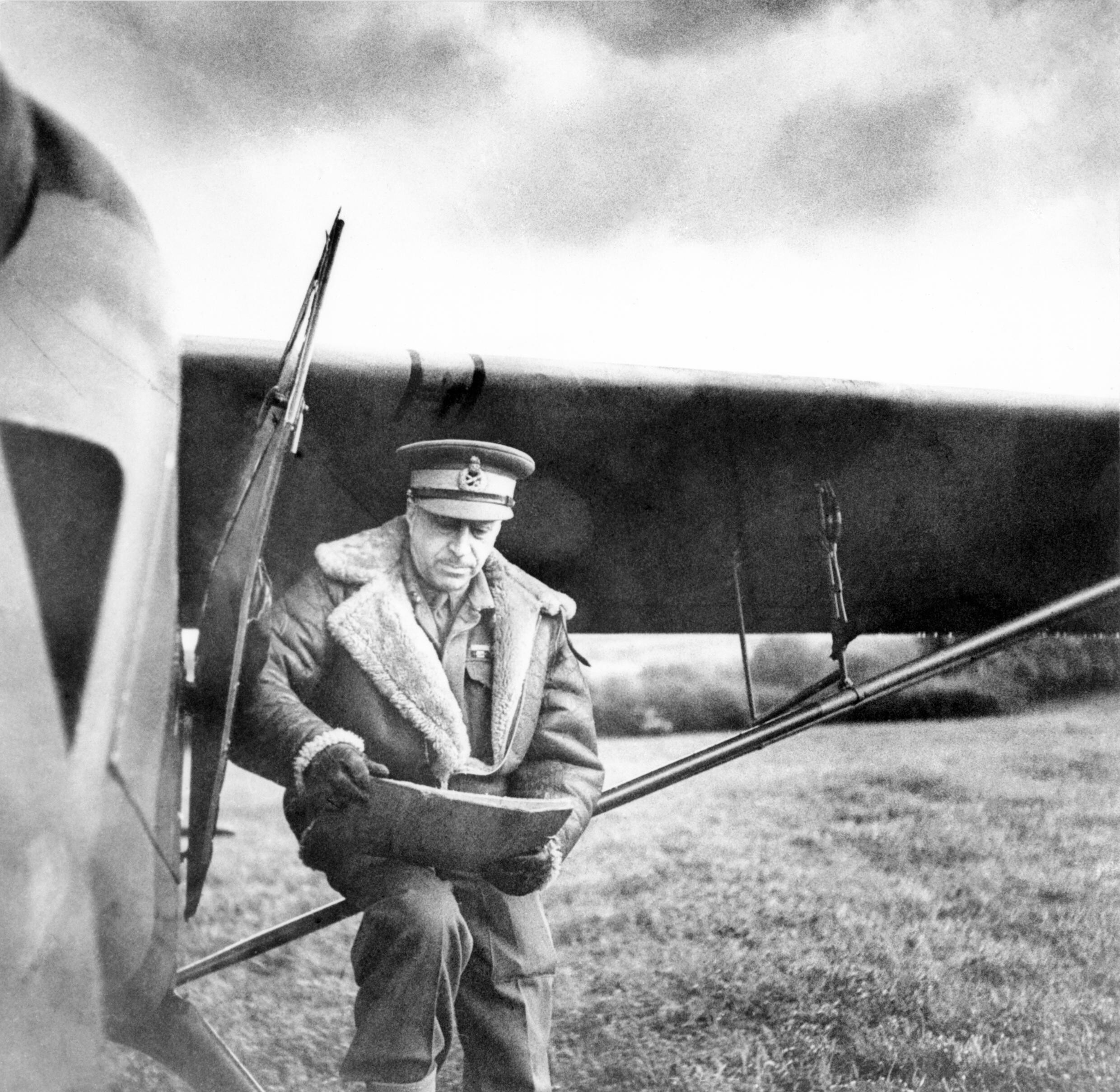
General Crerar beim Kartenstudium

Die Schlacht an der Scheldemündung (französisch Bataille de l’Escaut, englisch Battle of the Scheldt, niederländisch Slag om de Schelde) war eine militärische Operation der kanadischen Streitkräfte während des Zweiten Weltkriegs. Sie fand im Nordwesten Belgiens und im Südwesten der Niederlande zwischen dem 2. Oktober und dem 8. November 1944 statt.

## Vorgeschichte
Truppen der Wehrmacht hatten in einer Art Blitzkrieg im Mai 1940 Belgien, die Niederlande und Luxemburg („Fall Gelb“) und im Juni Nordfrankreich („Fall Rot“) erobert. Am 22. Juni 1940 unterschrieb Frankreich einen kapitulationsähnlichen Waffenstillstand. Deutschland ließ von September 1942 bis Mitte 1944 den Atlantikwall bauen.
Alleine auf dem relativ kleinen Gebiet von Walcheren wurden etwa 300 Bunkerbauwerke mit einer Wand- oder Deckenstärke von 2 Metern oder mehr gebaut; zudem hunderte von schwächer geschützten Bauwerken.
Nach dem schnellen Vorrücken der Westalliierten durch Nordfrankreich und dem fluchtartigen Rückzug der deutschen Truppen nach Belgien, den Niederlanden und Westdeutschland konnten die Briten mit der 2. Armee unter General Miles Dempsey in den ersten Septembertagen Brüssel einnehmen. Auf dem weiteren Vormarsch entlang der Nordseeküste stießen die Kanadier auf verlassene V1-Abschussrampen, die für den Einsatz der Raketen gegen London und Südengland genutzt worden waren.
Etliche belgische Dörfer waren von den Deutschen geräumt worden, in anderen kam es zu kurzen und heftigen Gefechten. Der Großteil Westbelgiens konnte schnell eingenommen werden. Die Deutschen zogen sich in vorher festgelegte Schlüsselstellungen zurück. Als die Kanadier den Gent-Kanal überquerten, kam es zu einem erbitterten Kampf um den Brückenkopf; er konnte nur unter größten Anstrengungen gehalten werden. Auch beim weiteren Vorrücken östlich um Antwerpen herum in dessen Nordgebiete trafen die westalliierten Truppen auf heftigen Widerstand. Die Nachschubprobleme wurden allmählich kritisch, da die Alliierten bedingt durch ihr sehr schnelles östliches Vorrücken die Versorgungswege weit überdehnt hatten und nur Häfen in der Normandie zur Verfügung standen. Auch der Red Ball Express, der vor allem Treibstoff und Munition zur Front brachte, konnte daran nicht allzu viel ändern. Es war daher unabdingbar, einen großen Hafen an der Kanalküste einzunehmen. Die kleineren Hafenstädte, die unterdessen in die Hände der Alliierten gefallen waren, erwiesen sich als zu klein oder waren nach den Kämpfen zu stark beschädigt, um als Anlieferungsort für die Nachschubeinheiten der Marine dienen zu können.
Der Hafen von Antwerpen wurde Anfang September von der britischen 2. Armee besetzt, als diese Antwerpen befreite. Der Hafen war noch relativ unbeschädigt. Der Hafen gilt als Tiefwasser-Seehafen, weil Seeschiffe ihn nutzen können, indem sie durch die Scheldemündung (ein Ästuar) flussaufwärts fahren. Der Hafen liegt etwa 80 Kilometer von der Küste entfernt und dadurch näher an den Grenzen Deutschlands als andere Häfen.
Die Westalliierten konnten den Hafen von Antwerpen erst nutzen, nachdem sie die starken deutschen Artilleriestellungen auf der Halbinsel Walcheren (die das rechte Ufer des Schelde-Ästuars bildet) ausgeschaltet hatten. 
Am 6. September 1944 wurde die gesamte Halbinsel Walcheren zur „Festung Walcheren“ ausgerufen (siehe auch Fester Platz). 
Es gab die „freie Küste Walcheren“ (ein Nordbereich von Veere bis nördlich Westkapelle, einen Westbereich von Westkapelle bis Groot Valkenisse) und den „V.B. Vlissingen“ (V.B. = Verteidigungsbereich). Letzterer hatte drei Bereiche:
- die Landfront (Bereich von Groot Valkenisse bis zum Fort Rammekens bei Ritthem);[3] sie war in Teilen durch einen wasserführenden Panzergraben geschützt.
- die Seefront (von Groot Valkenisse über Dishoek bis nach Vlissingen).
- der Hafenbereich von Vlissingen war besonders geschützt und wurde als „Kernwerk“ bezeichnet. Dort standen drei 150-mm-Kanonen.[4]

Es gab drei Flugabwehrbatterien in der Umgebung von Vlissingen.
Am 12. September erhielt die 1. Kanadische Armee den Auftrag zur Eroberung des Scheldemündungsgebiets. 
Erste Attacken gegen die dortigen deutschen Stellungen am nächsten Tag hatten wenig Erfolg.
Unterdessen war die britische 2. Armee weiter östlich bis in die südlichen Niederlande vorgedrungen. Am 17. September wurde die Operation Market Garden gestartet, die mit einem Fehlschlag endete, da die Rheinbrücke in Arnheim nicht gehalten werden konnte. 
Hoffnungen auf ein schnelles Kriegsende rückten in weite Ferne.

## Die Schlacht
Die eigentliche Schlacht an der Scheldemündung begann am 2. Oktober. Unter dem Kommando von General Henry Duncan Graham Crerar rückte die 1. Kanadische Armee, bestehend aus der kanadischen 2. und der 3. Infanteriedivision, der kanadischen 4. Panzerdivision, dem britischen I. Korps und der polnischen 1. Panzerdivision, gegen die Deutschen vor. In kleineren Einheiten kämpften auch Amerikaner, Niederländer und Belgier mit. Insgesamt hatte die Armee etwa 450.000 Soldaten.
Die Schlacht fand auf überschwemmtem, schlammigem Gelände statt, und die gut positionierte und starke Verteidigung der Deutschen machte sie zermürbend und verlustreich für die Angreifer. Viele Historiker sehen in ihr die Schlacht des Zweiten Weltkriegs, die auf dem schwierigsten Gelände überhaupt stattfand. General Crerar war mittlerweile wegen einer schwerwiegenden Erkrankung nach Großbritannien ausgeflogen worden, und Lieutenant-General Guy Simonds hatte das Kommando übernommen.
Die Besonderheiten des Schlachtfeldes machten die Aufgabe der 1. Kanadischen Armee sehr schwierig. Nördlich der Scheldemündung liegt Nord-Beveland, darunter Süd-Beveland mit der dahinter liegenden Insel Walcheren, die von den Deutschen stark befestigt worden war. Am Südufer des Mündungsgebiets liegt flaches Flutgelände, das so genannte Polderland, unter dem Meeresspiegel und gut zu verteidigen.
Der Plan zur Sicherung der Mündung war in vier Phasen unterteilt:
1. Einnahme des Gebiets nördlich von Antwerpen und Sicherung des Zugangs nach Nord-Beveland,
2. Auflösung des Kessels bei Breskens hinter dem Leopoldkanal (Operation Switchback),
3. Einnahme von Süd-Beveland (Operation Vitality) und
4. Einnahme von Walcheren (Operation Infatuate).

Anfang Oktober rückte die kanadische 2. Infanteriedivision nördlich von Antwerpen vor. Gleichzeitig begann die kanadische 3. Infanteriedivision mit Unterstützung der kanadischen 4. Panzerdivision den Vorstoß über den Leopoldkanal. An beiden Frontabschnitten entwickelten sich heftige Kämpfe, da die gut befestigten deutschen Stellungen es den Alliierten erschwerten, schnelle Erfolge zu erzielen.

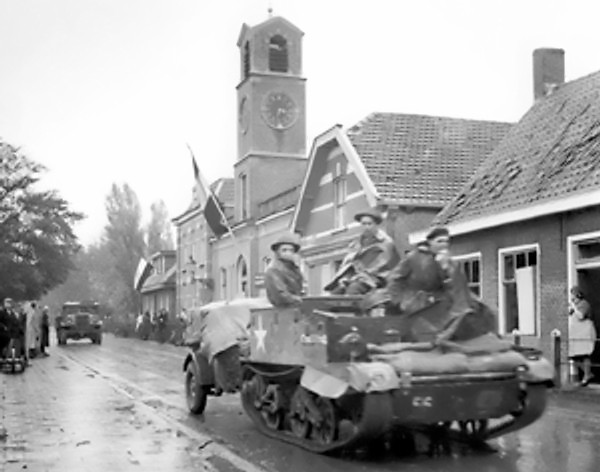
Fahrzeuge der Royal Hamilton Light Infantry rollen durch Krabbendijke auf der Zufahrtsstraße nach Süd-Beveland

Im Norden von Antwerpen stießen die Kanadier auf deutsche Fallschirmjägereinheiten, die das östliche Ende von Süd-Beveland verteidigten. Unter schweren Verlusten gelang es den kanadischen Einheiten bis zum 16. Oktober, durch die gefluteten Gebiete  nach Woensdrecht vorzudringen. Am selben Tag erklärte Feldmarschall Bernard Montgomery als Kommandeur der 1. Kanadischen und britischen 2. Armee die Säuberung der Scheldemündung zur Aufgabe mit erster Priorität.

### Operation Switchback

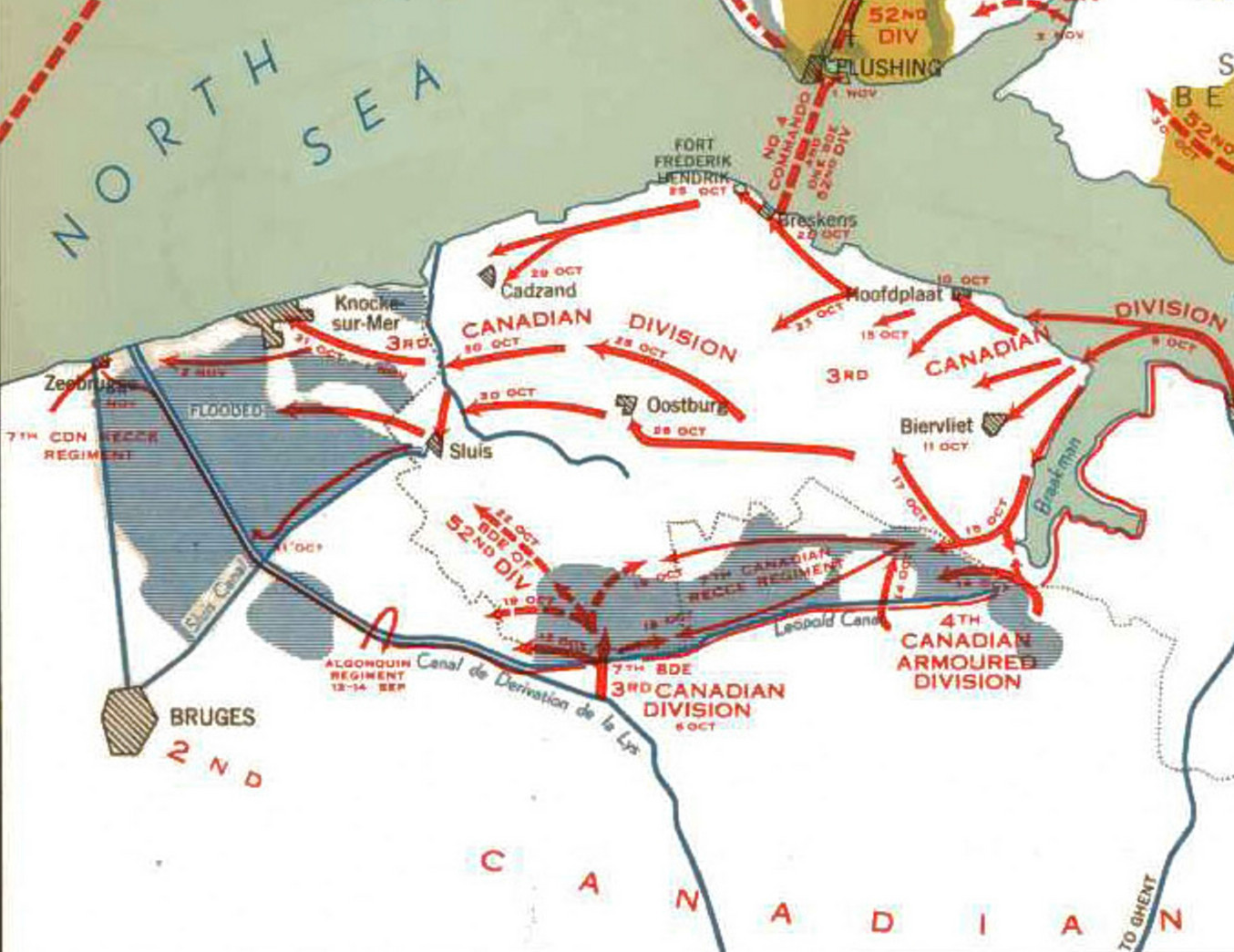
Kessel von Breskens

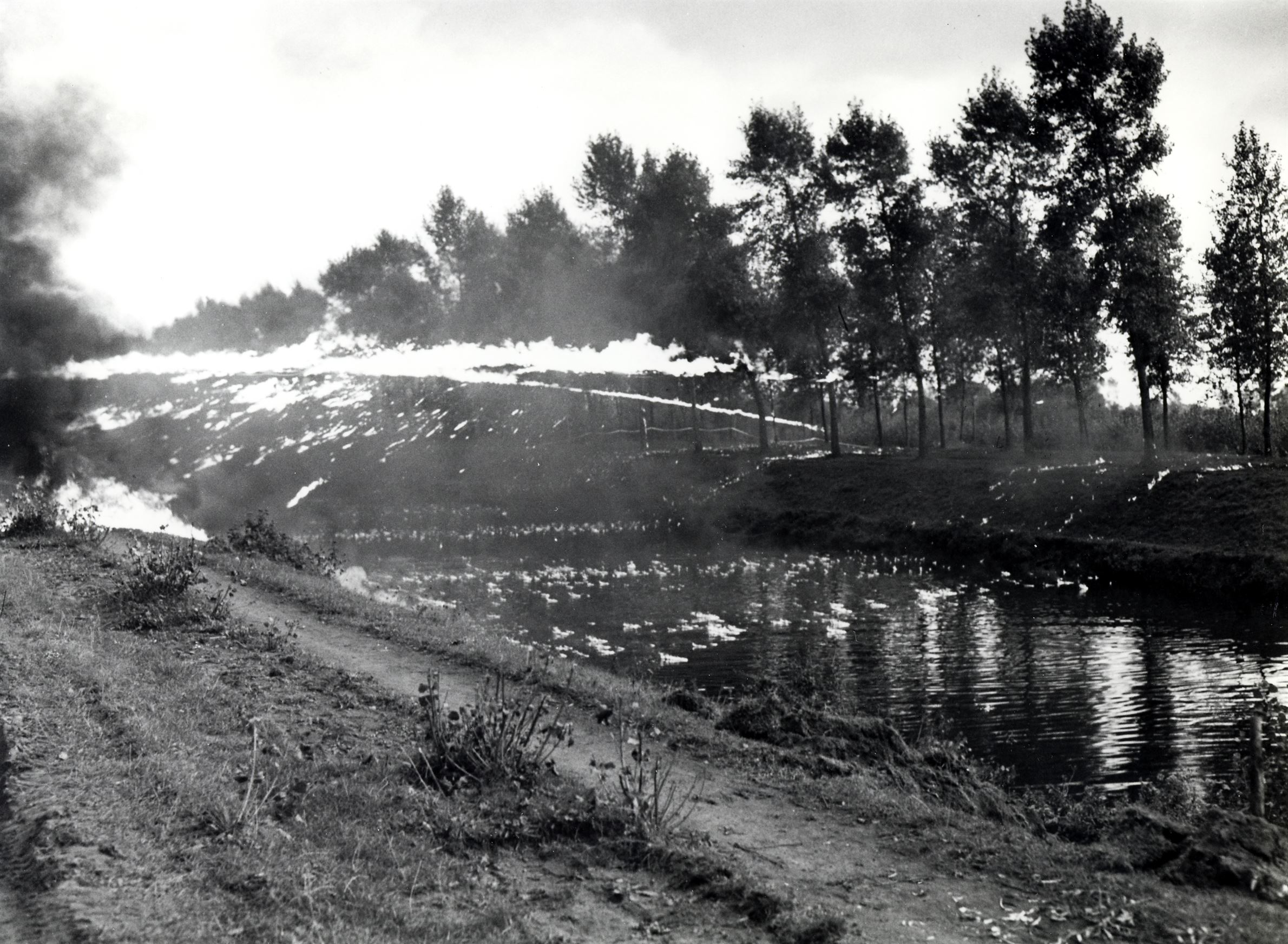
Soldaten der Canadian 4th Armoured Division demonstrieren Flammenwerfer an einem Kanal, Maldegem bei Middelburg, Oktober 1944.

Auch auf der Südseite der Schelde fanden verbissene Kämpfe statt. Die Deutschen besaßen stark befestigte Artilleriestellungen hinter dem Leopoldkanal und der Dérivation de la Lys. Als Überquerungspunkt wählten die Kanadier das Verzweigungsdreieck beider Kanäle. Dort gab es einen schmalen Bereich trockenen Landes, etwa einige hundert Meter breit. Während am 6. Oktober die kanadische 3. Infanteriedivision versuchte, den Leopoldkanal zu überqueren, geriet sie in starkes deutsches Abwehrfeuer. Sie antwortete mit starkem Artilleriebeschuss und Universal Carriern mit Flammenwerfern, den so genannten Wasps. Zwei kleine Brückenköpfe konnten errichtet werden, doch als die Deutschen sich von der ersten Überraschung erholt hatten, reagierten sie mit einem heftigen Gegenangriff. Bis zum 9. Oktober war es ungewiss, ob die Brückenköpfe überhaupt gehalten werden konnten. Nach einer weiteren amphibischen Kanalüberquerung mit stärkeren Truppen gelang es den Kanadiern, beide zu vereinen und den Brückenkopf deutlich zu erweitern, um in Richtung Breskens vorzurücken. Als dann auch Panzer den Kanal überquerten, zogen sich die Verteidiger in ihre Betonbunker entlang der Küste zurück. Die Kanadier etablierten einen Versorgungsweg in den Kessel und begannen, die Städte Breskens, Fort Frederik Hendrik, Oostburg, Zuidzande und Cadzand zu belagern. Erst am 3. November wurden Knokke und Zeebrugge genommen; ab dann betrachteten die Kanadier die Südseite der Schelde als gesichert.

### Operation Vitality

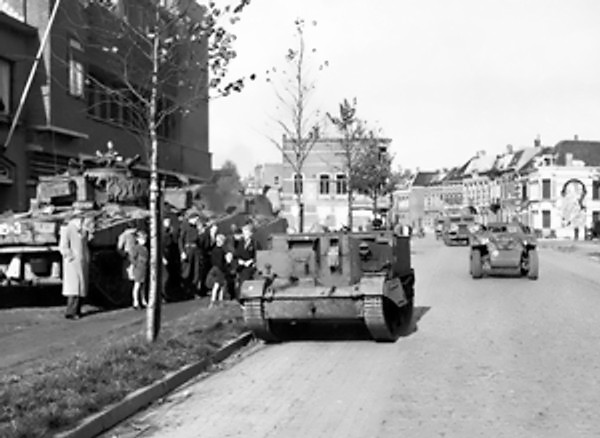
Kanadische Einheiten in Bergen op Zoom

Unterdessen konzentrierte General Simonds seine Truppen im Raum nördlich von Süd-Beveland. Die 4. kanadische Panzerdivision stieß mittlerweile nördlich der Schelde nach Westen vor und griff auf Bergen op Zoom an (→  Operation Pheasant). Bis zum 24. Oktober gelang es, den Eingang nach Süd-Beveland zu sichern. Die 2. kanadische Infanteriedivision rückte kurz darauf  von der Stadt Woendsdrecht auf Süd-Beveland vor. Die Halbinsel wurde von der bodenständigen 70. Infanterie-Division der Wehrmacht gehalten, die aus magenkranken Soldaten gebildet worden war. Die schnelle Einnahme der Insel wurde jedoch durch die stark verminte Straße verhindert. Zudem mussten die Kanadier den Kreekrakdam überqueren, der Süd-Beveland mit dem Festland verband. Dabei scheiterte der Versuch, den Damm schnell mit einem Panzerangriff einzunehmen. Einer deutschen Panzerabwehrkanone gelang es, die Führungsfahrzeuge sofort zu zerstören.
Die körperlich beeinträchtigten deutschen Soldaten konnten den Kreekrakdam nicht lange halten, der recht schnell an die Kanadier fiel. Minenfelder, überfluteter Boden und andere Hindernisse erschwerten aber das weitere Vordringen. Bei nur wenig Widerstand erreichten die Kanadier die deutsche Hauptverteidigungslinie am Kanal von Süd-Beveland. Ein Frontalangriff am Kanal wäre wohl mit hohen Verlusten verbunden gewesen, daher wurde darauf verzichtet und ein Plan zur strategischen Umgehung mit Hilfe der schottischen 52. Lowland Division ausgearbeitet. Die Operation Infatuate sah eine amphibische Landung der schottischen 52. Lowland Division  u. a. über die Westerschelde vor, um hinter die deutschen Verteidigungspositionen zu kommen.

### Operation Infatuate
Damit blieb Walcheren das letzte Hindernis, das den Hafen von Antwerpen von einer Nutzung durch die Alliierten trennte. Um die dortigen starken deutschen Befestigungsanlagen anzugreifen, mussten die Kanadier über die lange schmale Zugangsstraße über Süd-Beveland vorrücken. Das flache Land auf beiden Seiten der Straße war überflutet; dort konnten keine Fußtruppen vorrücken. Für den Einsatz von Sturmbooten war das Wasser zu flach.

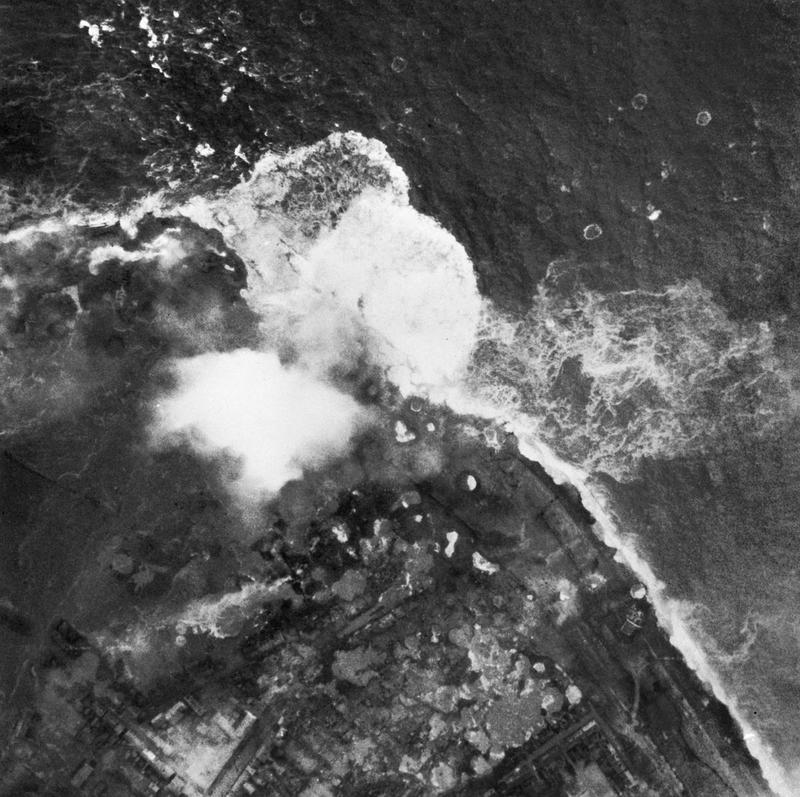
Bombardierung von Walcheren

Walcheren wurde aus drei Richtungen angegriffen: über die Zufahrtsstraße aus dem Osten, über die Schelde von Süden und von See aus von Westen. Um die Verteidigung zu schwächen und den Angriff zu unterstützen, bombardierte die Royal Air Force die Dämme der Insel, damit das Hinterland überflutet wurde und Amphibienfahrzeuge eingesetzt werden konnten.
Der Vormarsch über die Zufahrtsstraße begann am 31. Oktober. Nach schweren Kämpfen gelang es den Kanadiern, eine erste Stellung auf Walcheren zu sichern. Zusammen mit den von der Schelde und der Seeseite kommenden Truppen unter Generalmajor Edmund Hakewill-Smith konnten anschließend weitere Fortschritte erreicht werden. Ein Gegenangriff in der Nacht zum 1. November in der Westerschelde durch deutsche Schnellboote führte zur Versenkung eines kanadischen Munitionstransporters, eines Leichters mit Flugabwehrkanone und eines Scheinwerferprahms. Weitere deutsche Unternehmen durch Schnellboot-Flottillen bei Ostende einen Tag später hatten den Verlust eines Tankers und eines Trawlers zur Folge.
Am 6. November kapitulierte Wilhelm Daser, Kommandeur der 70. Infanterie-Division, in Middelburg vor kanadischen Einheiten. Er und 2000 seiner Soldaten waren dort ohne Rückzugsmöglichkeit eingeschlossen.
Zwei Tage später endete der deutsche Widerstand endgültig. Mitte November wehrten britische Geleitzerstörer deutsche Angriffsversuche von der Seeseite ab.
Währenddessen war die kanadische 4. Panzerdivision von Bergen op Zoom nach Nordwest bis Sint-Philipsland vorgestoßen. Im westlich davon gelegenen Hafen von Zijpe gelang ihnen die Versenkung einiger deutscher Schnellboote.

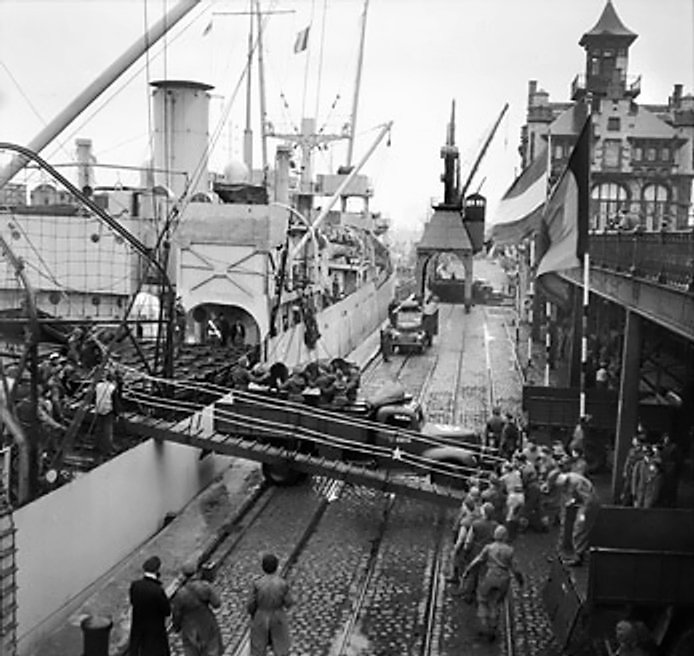
Der Frachter Fort Cataraqui wird im Antwerpener Hafen gelöscht

## Ergebnis
Nach der Säuberung der Scheldemündung und des Gebiets von Antwerpen bis zur Maas war die eigentliche Schlacht beendet. Bis allerdings ein Schiff die Schelde bis nach Antwerpen befahren konnte, musste der Fluss noch mühsam von den dort gelegten Seeminen geräumt werden. Die von Hitler am 12. Oktober angeordneten V2-Beschüsse aus dem Eifelgebiet, dem Raum Köln/Bonn und den Niederlanden auf Antwerpen beeinträchtigten das öffentliche Leben in der Stadt und den Aufbau der Logistik im Hafengebiet. Am 28. November fuhr der erste Konvoi unter Führung des kanadischen Frachters Fort Cataraqui in den Hafen ein.
Mit den Nachschublieferungen, die jetzt über den Antwerpener Hafen an die Front transportiert werden konnten, hatten die Alliierten das größte Problem gelöst. Da sie aber einige Wochen zuvor durch die Operation Market Garden den Frontverlauf selbst nach Norden ausgedehnt hatten und während der Allerseelenschlacht im Hürtgenwald starke amerikanische Kräfte dort gebunden wurden, ergaben sich für die Deutschen im Gebiet der Ardennen Angriffsmöglichkeiten. Am 16. Dezember 1944 startete die Wehrmacht die Ardennenoffensive. Zielpunkt war der Hafen von Antwerpen, um den alliierten Nachschub zu stoppen.

## Gedenkstätten

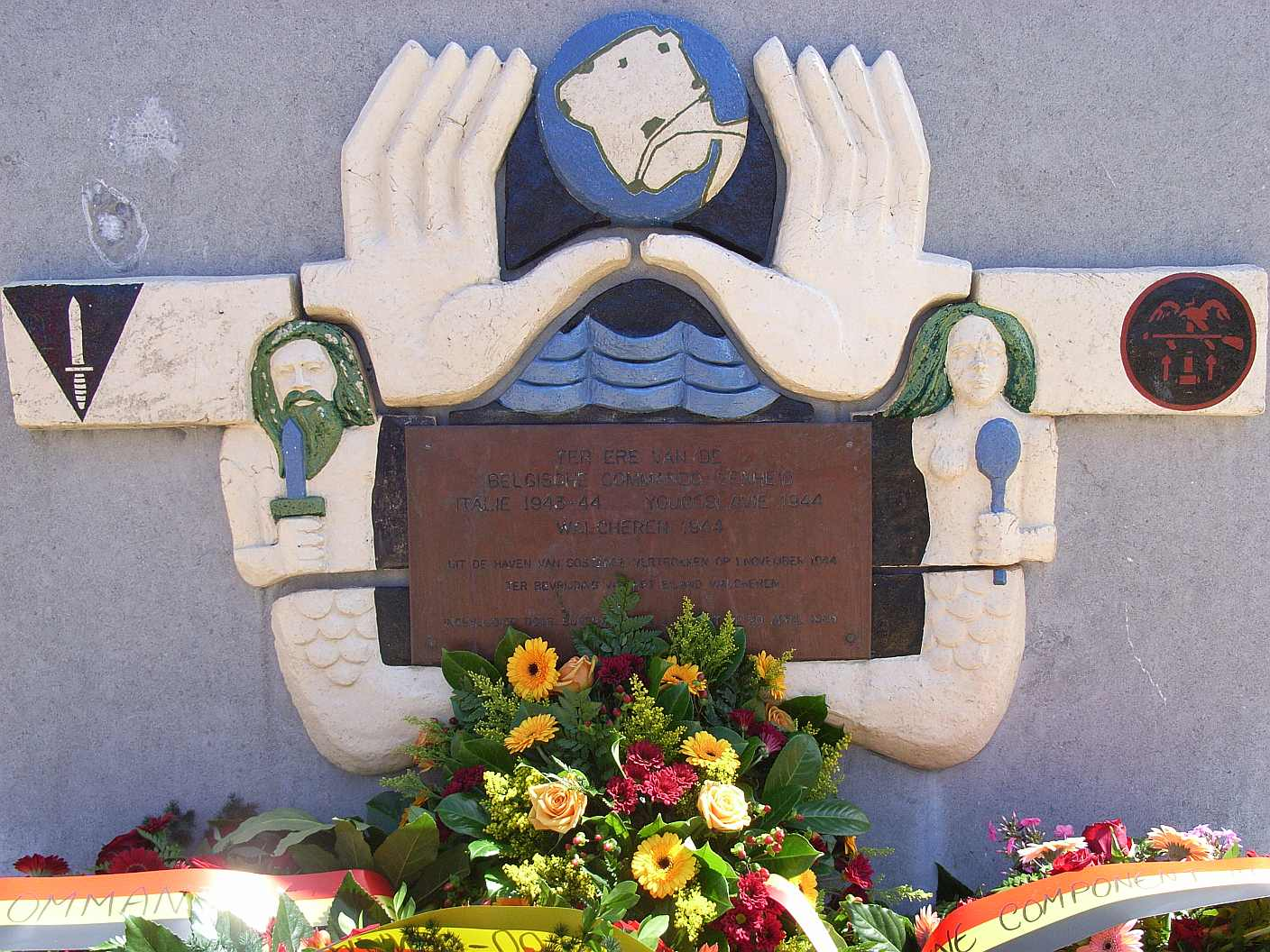
Belgische Gedenktafel zur Befreiung Walcherens in Ostende

Die kanadischen und anderen alliierten Opfer der Schlacht liegen auf zwei Commonwealth-Friedhöfen begraben. Im Nordwesten Belgiens unweit der niederländischen Grenze befindet sich bei Adegem, zwischen Brugge und Gent, ein Friedhof, wo 1119 Soldaten (davon 848 Kanadier, 33 Polen und 2 Franzosen) bestattet sind. Die meisten von ihnen starben im Kessel von Breskens.
Ein weiterer Friedhof befindet sich im Südwesten der Niederlande, 40 Kilometer nordwestlich von Antwerpen bei Bergen op Zoom (1116 Gräber, davon 968 Kanadier). Einige hundert Meter daneben liegt ein weiterer Friedhof, wo 1200 britische, 45 kanadische, 12 australische und 23 neuseeländische Soldaten bestattet sind.
Weitere Gräber bei den Kämpfen beteiligter Soldaten befinden sich auf dem Schoonselhof-Friedhof von Antwerpen (348), dem Heverlee-Kriegsfriedhof bei Löwen (157), dem Hotton-Kriegsfriedhof (88) und auf dem Brüsseler Hauptfriedhof (74).
Auf dem Kriegsgräberfriedhof Ysselsteyn (Limburg) ruhen alle im Zweiten Weltkrieg in den Niederlanden gefallenen oder verstorbenen Deutschen, soweit sie nicht in die Heimat überführt wurden.